# Sima Milovanov
Sima Milovanov (szerbül: Cимa Mилoвaнoв; Óbecse, 1923. április 10. – 2002. november 16.) szerb labdarúgóhátvéd, edző.
A jugoszláv válogatott tagjaként részt vett az 1954-es labdarúgó-világbajnokságon.